# Keldby Sogn
Keldby Sogn 
ist eine Kirchspielsgemeinde (dän.: Sogn) auf der Insel Møn im südlichen Dänemark.
Bis 1970 gehörte sie zur Harde Mønbo Herred im damaligen Præstø Amt, danach zur Møn Kommune im Storstrøms Amt, die im Zuge der  Kommunalreform zum 1. Januar 2007 in der Vordingborg Kommune in der Region Sjælland aufgegangen ist.
Im Kirchspiel leben 505 Einwohner (Stand: 1. Januar 2023).

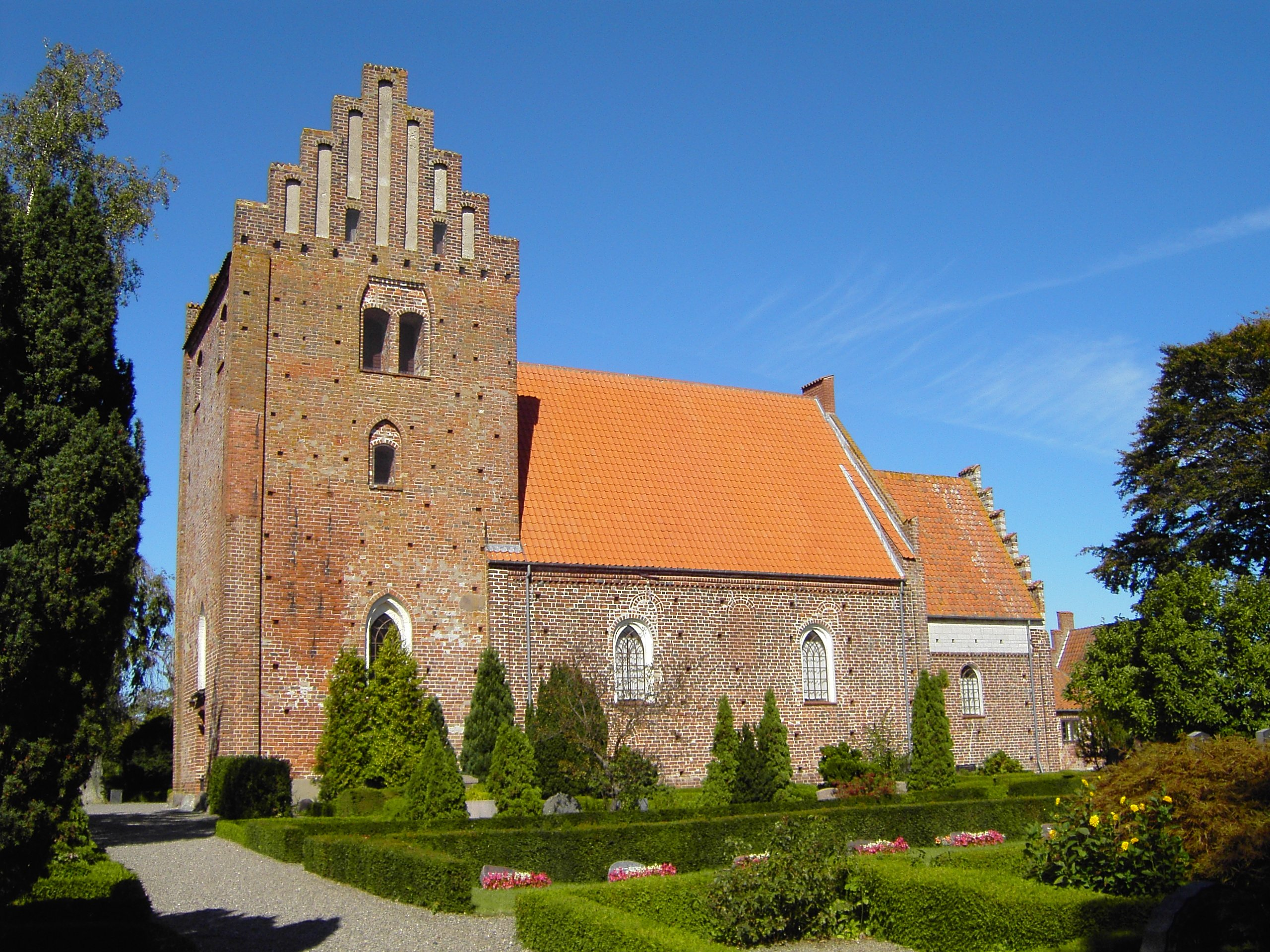
Keldby Kirke

Im Kirchspiel liegt die Kirche „Keldby Kirke“.
Nachbargemeinden sind im Westen Stege Sogn und im Osten Elmelunde Sogn.